# Filipijnse verkiezingen 2001
Op 14 mei 2001 werden de Filipijnse verkiezingen 2001 georganiseerd. De Filipijnse stemgerechtigden kozen op deze dag zowel op landelijk als op lokaal niveau nieuwe bestuurders. Landelijk werden alle 275 afgevaardigden van het Huis van Afgevaardigden en de helft van de 24 senatoren in het Senaat gekozen. De nieuw gekozen senatoren en afgevaardigden vormden vanaf 30 juni 2001 tot 30 juni 2004 samen met de 12 tijdens de verkiezingen van 1998 gekozen senatoren het 12e Filipijns Congres. Op lokaal niveau werden verkiezingen gehouden voor gouverneur, vicegouverneur en provinciebestuur op provinciaal niveau, voor burgemeesters, locoburgemeesters en stadsbesturen of gemeenteraden op stedelijk of gemeentelijk niveau. In totaal konden de ruim 36 miljoen stemgerechtigde Filipino's kiezen uit 48.822 kandidaten voor 17.568 beschikbare posities. Verantwoordelijk voor de uitvoering van deze verkiezingen was het onafhankelijke orgaan COMELEC.

## Uitslagen

### Senaat
Definitieve  COMELEC telling voor de verkiezingen voor de Senaat zoals bekendgemaakt op 30 augustus 2001:
| Nr.                                                                           | Kandidaat                                                                     | Politieke partij (coalitie)                                 | Aantal stemmen            |
| ----------------------------------------------------------------------------- | ----------------------------------------------------------------------------- | ----------------------------------------------------------- | ------------------------- |
| 1.                                                                            | Noli L. Castro                                                                | onafhankelijk (Puwersa ng Masa)                             | 16.237.386                |
| 2.                                                                            | Juan M. Flavier                                                               | Lakas-NUCD-UMDP (People Power Coalition)                    | 11.735.897                |
| 3.                                                                            | Sergio R. Osmeña III                                                          | PDP-Laban (People Power Coalition)                          | 11.593.389                |
| 4.                                                                            | Franklin M. Drilon                                                            | onafhankelijk (People Power Coalition)                      | 11.301.700                |
| 5.                                                                            | Joker P. Arroyo                                                               | Aksyon Demokratiko/Lakas-NUCD-UMDP (People Power Coalition) | 11.262.402                |
| 6.                                                                            | Ramon B. Magsaysay jr.                                                        | onafhankelijk (People Power Coalition)                      | 11.250.677                |
| 7.                                                                            | Manuel B. Villar, Jr.                                                         | onafhankelijk (People Power Coalition)                      | 11.187.375                |
| 8.                                                                            | Francis N. Pangilinan                                                         | Liberal Party (People Power Coalition)                      | 10.971.896                |
| 9.                                                                            | Edgardo J. Angara                                                             | LDP (Puwersa ng Masa)                                       | 10.805.177                |
| 10.                                                                           | Panfilo M. Lacson                                                             | LDP (Puwersa ng Masa)                                       | 10.535.559                |
| 11.                                                                           | Luisa P. Ejercito-Estrada                                                     | onafhankelijk (Puwersa ng Masa)                             | 10.524.130                |
| 12.                                                                           | Ralph G. Recto                                                                | Lakas-NUCD (People Power Coalition)                         | 10.480.940                |
| 13.                                                                           | Gregorio B. Honasan                                                           | onafhankelijk (Puwersa ng Masa)                             | 10.454.527                |
|                                                                               |                                                                               |                                                             |                           |
| 14.                                                                           | Juan Ponce Enrile                                                             | LDP (Puwersa ng Masa)                                       | 9.677.209                 |
| 15.                                                                           | Miriam Defensor-Santiago                                                      | PRP (Puwersa ng Masa)                                       | 9.622.742                 |
| 16.                                                                           | Ricardo V. Puno jr.                                                           | LDP (Puwersa ng Masa)                                       | 8.701.205                 |
| 17.                                                                           | Wigberto Tañada                                                               | Liberal Party (People Power Coalition)                      | 8.159.836                 |
| 18.                                                                           | Orlando S. Mercado                                                            | onafhankelijk (Puwersa ng Masa)                             | 7.395.092                 |
| 19.                                                                           | Roberto M. Pagdanganan                                                        | Lakas-NUCD (People Power Coalition)                         | 7.185.415                 |
| 20.                                                                           | Ernesto F. Herrera                                                            | Lakas-NUCD (People Power Coalition)                         | 6.801.861                 |
| 21.                                                                           | Solita C. Monsod                                                              | Aksyon Demokratiko (People Power Coalition)                 | 6.728.728                 |
| 22.                                                                           | Santanina T. Rasul                                                            | onafhankelijk (Puwersa ng Masa)                             | 5.222.490                 |
| 23.                                                                           | Maria Ana C. Madrigal                                                         | onafhankelijk (Puwersa ng Masa)                             | 5.043.043                 |
| 24.                                                                           | Liwayway Vinzons-Chato                                                        | REPORMA-LM (People Power Coalition)                         | 4.831.501                 |
| 25.                                                                           | Perfecto R. Yasay, Jr.                                                        | Aksyon Demokratiko                                          | 4.557.364                 |
| 26.                                                                           | Ombra A. Tamano                                                               | LDP (Puwersa ng Masa)                                       | 3.548.480                 |
| 27.                                                                           | Reuben R. Canoy                                                               | LDP (Puwersa ng Masa)                                       | 3.542.460                 |
| 28.                                                                           | Homobono A. Adaza                                                             | Nacionalista Party                                          | 770.647                   |
| 29.                                                                           | Rod B. Navarro                                                                | onafhankelijk                                               | 652.012                   |
| 30.                                                                           | Manuel L. Morato                                                              | onafhankelijk                                               | 625.789                   |
| 31.                                                                           | Moner M. Bajunaid                                                             | PDSP                                                        | 503.437                   |
| 32.                                                                           | Oliver O. Lozano                                                              | KBL                                                         | 470.572                   |
| 33.                                                                           | Melchor G. Chavez                                                             | KBL                                                         | 244.553                   |
| 34.                                                                           | Camilo L. Sabio                                                               | onafhankelijk                                               | 230.759                   |
| 35.                                                                           | Norma C. Nueva                                                                | KBL                                                         | 83.700                    |
| 37.                                                                           | Juan M. Casil                                                                 | KBL                                                         | 74.481                    |
| 38.                                                                           | Eddie C. Gil                                                                  | Partido Isang Bansa, Isang Diwa                             | 15.522                    |
| Note: In het totaal deden 38 kandidaten mee aan de verkiezingen voor senator. | Note: In het totaal deden 38 kandidaten mee aan de verkiezingen voor senator. | Bron: COMELEC persbericht                                   | Bron: COMELEC persbericht |

### Huis van Afgevaardigden
Definitieve  COMELEC telling voor de verkiezingen voor het Huis van Afgevaardigden zoals bekendgemaakt op 30 augustus 2001:
nog toe te voegen